# Lars Bystøl
Lars Bystøl, norveški smučarski skakalec in nekdanji nordijski kombinatorec, * 4. december 1978, Voss, Norveška. 
Norvežan je bolj kot po svojih skakalnih dosežkih znan po tem, da je ljubitelj alkoholnih pijač, potem ko so ga po tekmi kontinentalnega pokala v Innsbrucku leta 2000 dobili na dopinškem testu. Dve leti kasneje so ga zaradi popivanja celo vrgli iz norveške ekipe.
V svetovnem pokalu je dosegel eno zmago, na 3. tekmi Novoletne turneje v Innsbrucku v sezoni 2005/06. Le deset dni kasneje je bil z norveško ekipo zlat na poletih na Kulmu.
Nobeden ga ni uvrščal v širši krog favoritov na olimpijskih igrah v Torinu, kjer je presenetil ves skakalni svet in zmagal na preizkušnji na mali skakalnici. Da je dokazal, da je  na igrah v zelo dobri formi je osvojil še bron na veliki skakalnici, pripomogel pa je k še enemu bronu norveške ekipe.
Bystølova najboljša uvrstitev v svetovnem pokalu je  13. mesto iz sezone 2005/06.

## Dosežki

### Zmage
| Sezona  | Država/Prizorišče |
| ------- | ----------------- |
| 2005/06 | Innsbruck         |